# Burg Saint-Pierre (Aostatal)
Die Burg Saint-Pierre (französisch Château de Saint-Pierre, italienisch Castello di Saint-Pierre) ist eine Burg auf einem Felsvorsprung oberhalb der Ortschaft Saint-Pierre im französischsprachigen Aostatal, Italien.

## Geschichte
Die gut erhaltene mittelalterliche Burg wurde 1191 erstmals urkundlich erwähnt. Im 12. Jahrhundert gehörte sie den Herren von Quart und gelangte 1321 in die Hände des Herzogs von Savoyen. Ab 1405 war die Anlage im Besitz der Familie Challant, die das gesamte Anwesen 1600 an die Roncas verkauften. Pierre-Philibert Roncas vergrößerte die Burg und ließ sie prachtvoll einrichten. 1798 erwarben die Gerbores die Anlage, die sie 1873, etwas heruntergekommen, dem Baron Emanuele Bollati weitergaben. Dieser beauftragte den Turiner Architekten Camillo Boggio mit dem Ausbau, der dem Komplex seine heutige, schlossartige Form verlieh. Boggio soll sich hierbei stark an den Entwürfen Christian Janks für die Ausgestaltung der bayerischen Schlösser unter Ludwig II. orientiert haben.
Seit 1985 beherbergt die Burg ein naturkundliches Regionalmuseum, das Exponate des Aostatales aus den Bereichen Umwelt, Mineralogie, Botanik, Geologie und Zoologie zeigt.
Die Anlage befindet sich heute im Besitz der Gemeinde Saint Pierre und kann derzeit wegen Renovierungsarbeiten nicht besichtigt werden.

## Beschreibung
Die Burg nimmt eine Fläche von etwa 1400 m² ein. Sie besitzt eine umlaufende, zinnenbewehrte Ringmauer und einen markanten viereckigen Bergfried, der vier weitere, kleinere runde Scharwachttürmchen trägt. Auf der untersten Ebene der Anlage befinden sich rechts, direkt nach dem Eingang, bemerkenswerte unterirdisch angelegte ehemalige Stallungen, die aus dem anstehenden Fels gehauen wurden.
Diese bilden das Fundament der zweiflügelig aufgebauten, in Ost-West-Richtung orientierten Burganlage. Der über die Jahrhunderte gewachsene Ausbau umfasst heute neun, teilweise prachtvoll ausgestattete Räume in den zweistöckigen Flügelbauten. Herausragend ist hierbei der sogenannte Thronsaal mit dem Kamin, in dem sich früher die Hautevolee regelmäßig zu Banketten traf.
Vom südlichen Innenhof aus kann man das ganze Tal der Dora Baltea überblicken. Direkt unterhalb des Hofes liegt die Pfarrkirche Sankt Peter, deren Fundamente älter sind als die Burg selbst und aus der Zeit vor dem 10. Jahrhundert datieren.